# Vanguardia
Als Vanguardia wird die lateinamerikanische Variante der Avantgarde bezeichnet. Diese literarische Strömung erreichte den südamerikanischen Kontinent in den 1920er Jahren. Andere Bezeichnungen sind arte nuevo oder arte deshumanizado, wobei Letzteres nicht abwertend gemeint ist. Die Vanguardia basiert auf der Idee eines sich von Europa  loslösenden Modernisierungsprozesses, wobei unter anderem eine Berufung auf autochthone Belange erfolgt. Sie bricht mit bisherigen Strömungen und zeichnet sich durch neue Inhalte und auch Schreibweisen aus. Grenzen der Grammatik, Morphologie, Semantik und Rhythmen werden bewusst überschritten, Sprache wird teils neu erfunden, einschließlich neuer Wörter. Angst, Zeitlichkeit, die Rolle des Subjekts werden neu hinterfragt und schockierende, teils auch absurde Elemente treten auf. Die Strömung ist nicht homogen, einige Vertreter unterscheiden sich drastisch voneinander. Exemplarische Vertreter sind Pablo Neruda, Vicente Huidobro, César Vallejo, Jorge Luis Borges und Octavio Paz.

## Creacionismo
Eine Variante der "Vanguardia" stellt der Creacionismo dar: Hier steht das revolutionäre Verhältnis zur Umwelt, zur Natur und zur Sprache im Vordergrund. Der Dichter kehrt vom Mimesisprinzip ab, er sieht sich ebenbürtig mit der Natur, statt sie nachzuahmen. Neue, freie Versformen werden entwickelt, sogar neue Worte erfunden. Auch die herkömmliche Gestaltungsform der Gedichte in Versen, die untereinander gefasst werden, wird in Frage gestellt: Die Grenzen der Sprache sollen bewusst überschritten werden, die geometrische Form des Gedichts dominiert den Inhalt. Quer zur Alltagslogik und unabhängig von der Realität soll so etwas Neues erschaffen werden. Ein typisches Gedicht ist "Minuit" aus dem Jahr 1922 des Chilenen  Vicente Huidobro. Als creationistisch ist auch das in lexikalischer und syntaktischer Hinsicht äußerst kühne Werk "Trilce" des peruanischen Lyrikers und Journalisten César Vallejo aus dem gleichen Jahr zu bezeichnen.

## Quelle
- Yurkievich, Saúl: Fundadores de la nueva poesía latinoamericana. Vallejo, Huidobro, Borges, Neruda, Paz. Barral, Barcelona 1978, ISBN 84-211-0210-9.